# Wölfnitzbach (Drau)
Der Wölfnitzbach ist ein linker Nebenfluss der Drau im österreichischen Bundesland Kärnten.

## Lage
Der Wölfnitzbach entspringt an den südlichen Ausläufern der Saualpe, zwischen dem Speikkogel und dem Kleinen Sauofen. Er fließt in südsüdöstlicher Richtung zuerst über Almboden, dann durch bewaldetes Gebiet. Vor Griffen wird das Tal flach und breit und auch landwirtschaftlich genutzt. Zwischen Ruden und der Mündung wird das Tal wieder schmäler und der Bach verliert auf seinem letzten Kilometer vor der Mündung bei Lippitzbach rund 70 Höhenmeter.
Das Einzugsgebiet des Wölfnitzbachs liegt in den drei Gemeinden Griffen, Diex und Ruden. Das Quellgebiet gehört zu Griffen, nach kurzem Lauf bildet der Bach die Grenze zur Gemeinde Diex. Der südliche Teil des Einzugsgebietes gehört zur Gemeinde Ruden.

## Orte
Am Wölfnitzbach liegen folgende Orte:
- Wölfnitz: Namensgebender Ort, der im Oberlauf mehr als 100 Meter über dem Bach liegt.
- Griffen: Marktgemeinde am Zusammenfluss mit dem Grafenbach.
- Ruden: Gemeinde nördlich vom Jauntal.

## Nebenbäche
Der Wölfnitzbach hat ein Einzugsgebiet von 123,8 Quadratkilometern. Seine größten Zuflüsse sind:
| Name                    | Mündungsseite | Mündungsort      | Einzugsgebiet in km² |
| ----------------------- | ------------- | ---------------- | -------------------- |
| Rauniggraben            | rechts        |                  | 04,0                 |
| Fanorgraben             | links         | unter Wölfnitz   | 03,1                 |
| Rudnikbach (Rudnigbach) | rechts        | Griffnergemeinde | 09,6                 |
| Grafenbach              | rechts        | Griffen          | 42,0                 |
| St.Kollman-Bach         | links         | St. Kollmann     | 06,4                 |
| Wriesnigbachl           | links         | Lind             | 06,1                 |
| Weißenegger Bach        | links         |                  | 01,9                 |
| Katharinagraben         | links         | Ruden            | 01,2                 |

## Durchflussmenge
Bei Kaunz befindet sich eine Messstelle. Die Werte für den Durchfluss im Zeitraum 1991 bis 2020 betragen:
| Messstation | Einzug km² | MJNQ m³/s | MQ m³/s | HQ100 m³/s | max HQ m³/s | Jahr |
| ----------- | ---------- | --------- | ------- | ---------- | ----------- | ---- |
| Kaunz       | 28,10      | 0,093     | 0,337   | 55         | 14          | 2014 |

Im Jahr 2020 wurde in Griffen ein Projekt zum Hochwasserschutz am Wölfnitzbach realisiert.